# 몬타바우어

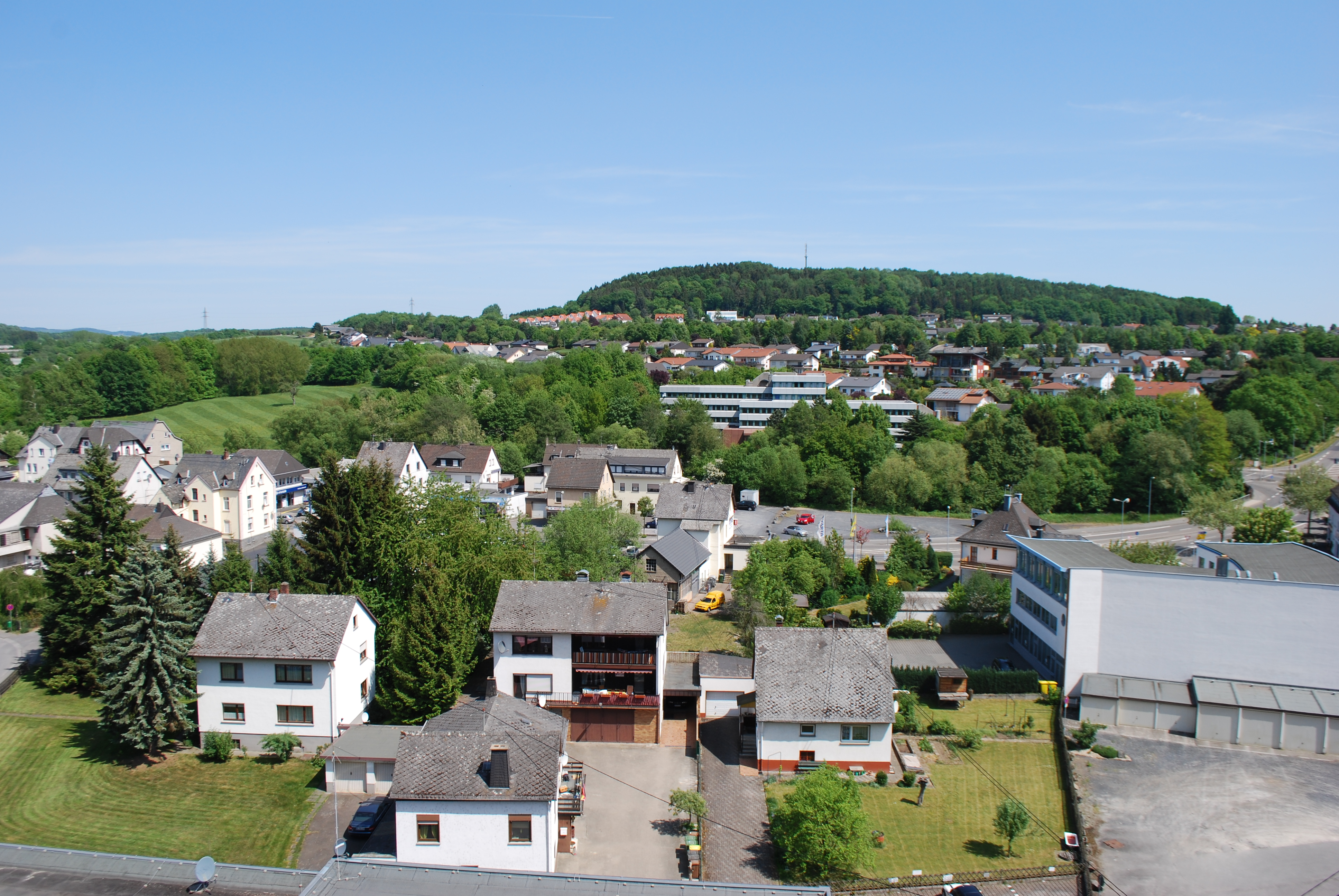
몬타바우어

몬타바우어(Montabaur)는 독일 라인란트팔츠주의 도시이다.